# Doktor Ehrlich
Doktor Ehrlich är en amerikansk film i regi av William Dieterle. Det är en biografifilm över läkaren och forskaren Paul Ehrlich, och huvudrollen görs av Edward G. Robinson. Filmen nominerades till en Oscar i kategorin bästa manus.

## Rollista
- Edward G. Robinson - Dr. Ehrlich
- Ruth Gordon - Hedwig Ehrlich
- Otto Kruger - Dr. Emil Von Behring
- Donald Crisp - Althoff
- Maria Ouspenskaya - Franziska Speyer
- Montagu Love - professor Hartmann
- Sig Ruman - Dr. Hans Wolfert
- Donald Meek - Mittelmeyer
- Henry O'Neill - Dr. Lentz
- Albert Bassermann - Dr. Robert Koch
- Edward Norris - Dr. Morgenroth
- Harry Davenport - domare
- Louis Calhern - Dr. Brockdorf
- Louis Jean Heydt - Dr. Kunze
- Charles Halton - Sensenbrenner
- Irving Bacon - Becker
- Theodore von Eltz - Dr. Kraus